# Hipismo nos Jogos Pan-Americanos de 1987
As competições de hipismo nos Jogos Pan-Americanos de 1987 foram realizadas em Indianápolis, nos Estados Unidos. Seis eventos concederam medalhas.

## Medalhistas
| Evento                            | Ouro                             | Prata                  | Bronze                      |
| --------------------------------- | -------------------------------- | ---------------------- | --------------------------- |
| Adestramento individual detalhes  | Christilot Hanson-Boylen ( CAN ) | Martina Pracht ( CAN ) | Margarita Nava ( MEX )      |
| Adestramento por equipes detalhes | CAN Canadá                       | USA Estados Unidos     | MEX México                  |
| Saltos individual detalhes        | Ian Millar ( CAN )               | Rodney Jenkins ( USA ) | Alberto Valdés, Jr. ( MEX ) |
| Saltos por equipes detalhes       | CAN Canadá                       | USA Estados Unidos     | MEX México                  |
| Três dias individual detalhes     | Mike Huber ( USA )               | Emily MacGowan ( USA ) | Peter Gray ( BER )          |
| Três dias por equipes detalhes    | USA Estados Unidos               | CAN Canadá             | CHI Chile                   |

## Quadro de medalhas
| Ordem | País               | Medalha de ouro | Medalha de prata | Medalha de bronze |    |
| ----- | ------------------ | --------------- | ---------------- | ----------------- | -- |
| 1     | CAN Canadá         | 4               | 2                |                   | 6  |
| 2     | USA Estados Unidos | 2               | 4                |                   | 6  |
| 3     | MEX México         |                 |                  | 4                 | 4  |
| 4     | BER Bermudas       |                 |                  | 1                 | 1  |
| 5     | CHI Chile          |                 |                  | 1                 | 1  |
| TOTAL | TOTAL              | 6               | 6                | 6                 | 18 |

## Ligação externa
- Jogos Pan-Americanos de 1987